# Peter Jackson's King Kong: The Official Game of the Movie
Peter Jackson's King Kong: The Official Game of the Movie è il videogioco basato sul film King Kong del 2005. Il gioco, sviluppato presso gli studi Ubisoft a Montpellier, è una collaborazione tra il regista del film Peter Jackson e il creatore di videogiochi francese Michel Ancel, conosciuto soprattutto per l'ideazione della saga di Rayman e di Beyond Good & Evil.
King Kong fu originariamente pensato per essere sviluppato su tutte le console casalinghe ma dato l'ormai imminente avvento della settima generazione videoludica, si decise di favorire la produzione principalmente sulla neonata Xbox 360. Ad approdare su PSP e PlayStation 2, invece, fu una versione graficamente più "tagliata" del gioco: il gameplay della PSP inoltre presenta delle differenze di livelli e trama che ne riducono la longevità, ed è l'unica versione che include una modalità multiplayer. La versione HD, pubblicata esclusivamente per Xbox 360 e in cui sono stati aggiunti diversi effetti grafici, è disponibile anche per Windows, ma esclusivamente in versione scaricabile dal sito ufficiale della Ubisoft. Sono anche state rilasciate delle versioni per Nintendo DS e Game Boy Advance.
Nella versione originale gli attori della pellicola, oltre a prestare la loro immagine, doppiano i loro rispettivi personaggi. L'edizione italiana presenta invece doppiatori diversi da quelli del film.
Il gioco ha venduto oltre 4,5 milioni di copie in tre mesi, e le versioni per console e Windows sono state acclamate dalla critica, la quale ha elogiato l’ambientazione, la possibilità di giocare sia nei panni di Jack che di Kong, e il doppiaggio, venendo spesso definito uno dei migliori videogiochi basati su film di tutti i tempi. Tuttavia, le versioni per DS e PSP hanno ricevuto un'accoglienza meno favorevole, principalmente la prima a causa dei bug e problemi tecnici. Dalla sua uscita, il gioco ha guadagnato un significativo seguito di culto, ed è considerato un titolo rivoluzionario nei generi survival e sparatutto in prima persona.

## Trama
Il 12 ottobre 1933, il regista Carl Denham parte nel tentativo di realizzare un film unico nel suo genere sulla sperduta e sconosciuta Isola del Teschio, nell'Oceano Pacifico. Dopo aver viaggiato per numerose miglia sulla nave Venture, nonostante una tempesta in corso due scialuppe salpano per sbarcare sull'isola con alcuni marinai: su una salgono il famoso scrittore e sceneggiatore Jack Driscoll, l'attrice protagonista Ann Darrow, il primo ufficiale Hayes, il marinaio semplice Briggs e Denham, mentre sulla seconda salgono: Preston, l'assistente di Carl, Lumpy il cuoco, Jimmy, un marinaio semplice, Choy, il marinaio di coperta, Bruce Baxter, un attore famoso, Herb, il cameraman di Carl e Mike, il fonico.
Il mare agitato e delle rocce che cadono scaraventano però le barche contro gli scogli e Jack perde i sensi. Il risveglio è tutt'altro che favorevole; Briggs è morto nel naufragio, gli altri membri della nave sono dispersi ed Hayes è costretto a lanciare un segnale di soccorso al capitano Englehorn. I superstiti si avventurano così al centro dell'isola, dove trovano granchi giganti, enormi scolopendre, ragni carnivori, grossi scorpioni capaci di immobilizzare, delle sorte di tritoni grandi come coccodrilli e soprattutto diversi dinosauri, mai estintisi per via dell'ecosistema unico dell'isola.
Gli eroi verranno poi catturati dagli indigeni dell'isola ed Ann viene offerta in sacrificio al gorilla gigante Kong. Così Jack, Carl e Hayes fuggono e iniziano una lotta contro il tempo attraverso la foresta, affrontando le varie bestie feroci nel tentativo di ricongiungersi con gli altri e salvare Ann, per portare a termine la loro disperata missione.

### Finale alternativo
Dopo che Kong ha abbattuto alcuni aerei, l'esercito fa accendere i riflettori principali dell'Empire State Building per vedere meglio il gorilla e ordina ai piloti dei biplani militari di non avvicinarsi troppo in volo per evitare altre perdite. Improvvisamente Jack, a bordo dell'idrovolante di Englehorn pilotato dal capitano stesso, interviene con una mitragliatrice e abbatte tutti i biplani, in un mini-gioco in stile simulatore di volo in terza persona. Dopo che Jack ha distrutto anche i riflettori vengono accesi quelli di emergenza, ma nel frattempo Kong riesce a scendere dal grattacielo e si salva, per poi venire imbarcato su una nave che lascerà New York.
Non molto tempo dopo Ann, sempre sull'aereo pilotato da Englehorn, fa un giro panoramico sull'Isola del Teschio intorno alla tana di Kong, dove lui si trova sano e salvo; mentre il gorilla ruggisce in segno di supremazia, la donna lo guarda un'ultima volta per dirgli addio, per poi tornare alla nave attraccata al largo.
Per sbloccare il finale alternativo bisogna terminare il gioco e rigiocare le mappe fino ad ottenere 250,000 punti; si ottengono punti maggiori facendosi colpire il meno possibile ed usando, se possibile, solo armi convenzionali come le lance o le ossa. Inoltre, se Kong viene ferito troppe volte, morirà come nel finale originale e il livello ricomincia da capo.

## Personaggi
- Jack Driscoll: è il protagonista del gioco, giocabile in prima persona. È uno scrittore e sceneggiatore di New York e il suo obiettivo sarà quello di salvare Ann, di cui è innamorato, dai pericoli dell'isola. Può usare diverse armi come quelle da fuoco sparse in giro per l'isola, oppure lance e ossa affilate, per difendersi. È doppiato da Dario Oppido.
- Ann Darrow: è un'attrice di vaudeville che perde il lavoro e si unisce alla troupe di Denham; si innamorerà anche lei di Jack. Si può arrampicare sui muri per aiutare a completare le missioni di Jack e Kong. Lei usa le lance solo per difendere se stessa e gli altri. Inoltre ha buone conoscenze mediche, utili per i suoi compagni. Verrà rapita da Kong nel sacrificio, che però la salverà e difenderà diverse volte in quanto attratto da lei. È doppiata da Renata Bertolas.
- Carl Denham: è un regista di New York ossessionato dal film che vuole girare e dal suo eventuale successo. A volte ucciderà i nemici, anche se di tanto in tanto si fermerà per riprendere le meraviglie dell'Isola del Teschio. La sua cinepresa rimarrà distrutta cadendo in un crepaccio. Solo allora Denham, privo di motivazione, lascerà il gruppo per poi ritrovarli al momento della cattura di Kong. È doppiato da Luca Sandri.
- Hayes: è il primo ufficiale. Ha un'ottima conoscenza delle armi da fuoco, che di tanto in tanto dà a Jack. Verrà ucciso da un V-Rex che lo calpesterà. È doppiato da Silvio Pandolfi[12].
- Capitano Englehorn: è il capitano del Venture. Vola su un idrovolante e di tanto in tanto fa cadere le casse con le armi da fuoco. Riuscirà infine ad atterrare per prelevare i protagonisti. È doppiato da Marco Balbi.
- Jimmy: è un giovane marinaio clandestino del Venture. Verrà sull'isola su una barca insieme a Preston e Lumpy. È debole nell'affrontare altre creature, e richiede il continuo aiuto di Jack. È doppiato da Massimo Di Benedetto.
- Kong: è un gorilla enorme alto 7,6 m ed è l'ultimo della sua specie. Protegge Ann da altre creature e si può arrampicare su pilastri, pareti, rami enormi e spesso sblocca i percorsi. Verrà abbattuto dai biplani sull'Empire State Building, mentre nel finale alternativo si salverà e ritornerà sull'Isola del Teschio.
- Preston: è l'assistente di Carl, che si avventura sull'isola insieme a Lumpy e Jimmy su una barca. Nel gioco non è precisato come muore. Jimmy dirà che è stato ucciso, anche se improbabile perché quando il V-Rex li attacca lui rimane attaccato al ponte. Lo si può intravedere su una scialuppa di salvataggio nell'ultima scena dell'isola. È doppiato da Matteo Zanotti.
- Lumpy: è il cuoco del Venture. Si avventurerà con Preston e Jimmy su una barca. Verrà divorato da un V-Rex dopo il vano tentativo di difendere Jimmy. È doppiato da Aldo Stella.
- Briggs: è uno dei marinai del Venture. Durante lo sbarco iniziale rimarrà ucciso da un masso che cade sulla barca.
- Marinai: nel gioco sono presenti diversi marinai che si avventureranno nell'isola, ma verranno uccisi dagli indigeni. Tra questi ci sono Choy e Bruce Baxter. Baxter compare sul ponte assieme a Jimmy, Preston e Lumpy, di seguito cadrà dal ponte dopo l'attacco del V-Rex assieme a Jimmy; si può vedere nel Canyon un cadavere simile a Baxter e si crede che sia stato ucciso dai Terapusmordax. Un cadavere simile appare anche nel livello In soccorso di Ann, trafitto da tre lance, e pertanto ucciso dagli indigeni. Un altro paio di marinai verranno uccisi da Kong.

## Modalità di gioco
Nel gioco il giocatore riveste i panni sia dello scrittore-drammaturgo newyorkese Jack Driscoll sia di Kong, il leggendario gorilla gigantesco, ed entrambi dovranno sopravvivere sull'Isola del Teschio.
Il gioco riduce al minimo l'uso dell'HUD: niente barra vitale e le munizioni rimanenti non vengono mostrate (ma possono essere abilitate), scelte che rendono il gioco più intenso e realistico.
Giocando nei panni di Jack, vivremo l'avventura in prima persona, con un ammontare d'energia molto sensibile ai danni causatici dai nemici e dall'uso di armi primitive: questi due aspetti negativi della nostra permanenza sull'isola ci inciteranno a stare attenti a non farsi colpire e a risparmiare il più possibile munizioni. Inoltre l'ambientazione, i rumori sospetti e imprevisti e l'atmosfera generale, specialmente in alcuni livelli, rendono il gameplay molto vicino a quello dei survival horror.
Quando dovremo giocare nelle vesti di Kong, il gioco cambierà radicalmente genere, passando dal FPS al beat'em up in terza persona. Potremo attaccare i nemici con attacchi fisici o "armi" rozze, come tronchi d'albero. Inoltre, una volta indebolito uno dei nemici giganti come il V-Rex, tanto quanto basta per stordirlo, sarà possibile finirlo con una mossa fatale piuttosto cruenta. Oltre al combattimento, nelle fasi in cui useremo Kong ci saranno delle sequenze platform in cui dovremo difendere o salvare Ann da nemici senza cadere dalle liane, oppure scalando gli alberi.

## Differenze tra il film e il gioco
• Nel film i protagonisti sbarcano sull'Isola del Teschio due volte perché la Venture giunge sull'isola incagliandosi negli scogli che la circondano, e mentre l'equipaggio cerca di riparare la nave Denham sbarca di propria iniziativa portandosi dietro Jack, Ann ed altri membri della sua troupe e della spedizione per le riprese. Attaccati dagli indigeni, vengono salvati da Englehorn e gli altri uomini e riescono a ripartire, ma alcuni indigeni raggiungono la nave ancora ferma con delle pertiche e rapiscono Ann, obbligando gli altri a tornare indietro per salvarla; nel gioco i personaggi sbarcano solo la prima volta e il mare in tempesta li fa naufragare, obbligando Hayes a lanciare un razzo di segnalazione a Englehorn, rimasto al comando, per chiedere aiuto. Mentre avanzano verso il centro dell'isola, gli indigeni attaccano Jack e lo legano e offrono Ann in sacrificio a Kong; Carl poco dopo ritrova Jack e lo libera per cercare Hayes e gli altri. Inoltre Jack, da legato, assiste al rapimento della ragazza e vede Kong di persona insieme a Carl, mentre nel film il gruppo della nave non riesce a oltrepassare il muro dei nativi e solo Denham, avvicinandosi, intravede il gorilla per primo.
• Nel film i V-Rex dell'isola sono tre e vengono uccisi da Kong per difendere Ann, e nessuno dei protagonisti li incontra mai direttamente. Nel gioco i V-Rex sono almeno quattro e vengono comunque affrontati e uccisi da Kong: il primo attacca i protagonisti e parte dell'equipaggio e li insegue finché non viene distratto dalle grida di Ann in lontananza, un altro li insegue sulle rapide della giungla, mentre uno degli ultimi fa scappare l'idrovolante giunto in soccorso e li insegue di nuovo; in quell'occasione Ann decide di richiamare direttamente Kong per aiutarli, e il gorilla ucciderà anche lui, scontrandosi poi con un altro che apparirà improvvisamente dalla vegetazione.
• Nel film Hayes muore scagliato da Kong contro una parete di roccia di un crepaccio, Lumpy rimane ucciso da dei vermi carnivori, i Carnictis, in fondo allo stesso crepaccio e altri membri della spedizione vengono uccisi dai Venatosauri, dai Brontosauri in fuga o in altre circostanze. Nel gioco invece Lumpy viene sbranato da un V-Rex mentre è in cima ad un'impalcatura, Hayes viene calpestato da un altro che stava attaccando Kong e il destino degli altri personaggi sbarcati non è chiaro finché Jimmy, riunendosi coi protagonisti, non dirà che sono tutti morti. Quando poi Carl precipita nel crepaccio insieme agli altri e la cinepresa si distrugge nell'impatto, nel film rimane sconvolto, ma reagisce e poi viene salvato da alcuni insetti giganti, insieme a Jack e Jimmy, da Englehorn e Baxter e in seguito propone al capitano di catturare Kong; nel gioco rimane così ulteriormente sconvolto dalla perdita del suo materiale che decide di proseguire da solo fino alla nave, ricongiungendosi poi agli altri al momento della cattura di Kong. Inoltre nel film Jack e gli altri membri della nave si muovono insieme alla ricerca di Ann e verso la fine lui, dopo essere uscito dal crepaccio, decide di cercarla da solo contro ogni pronostico; nel gioco rimane separato dalla maggior parte di loro, riunendosi principalmente con Carl, Hayes e poi anche con Jimmy.
• Nel film, quando Kong si libera dalle catene a New York e inizia a vagare per le strade, si mette a cercare Ann in mezzo ai cittadini per poi inseguire Jack, che lo distrae a bordo di un taxi, e stordirlo con un colpo; in quel momento Ann lo raggiunge e i due si allontanano da soli, ma dopo essere stati raggiunti dall'esercito scappano fin sulla cima dell'Empire State Building, dove Kong verrà ucciso. Nel gioco il gorilla si scontra subito con i militari e ne uccide diversi distruggendo i veicoli e le mitragliatrici che lo assalgono, e quando si dirige verso la zona del grattacielo viene bloccato. Ann lo raggiunge per fermare i militari e lui, dopo averla presa con sé, si arrampica sempre sul grattacielo per rifugiarsi. Nel film poi l'Empire, in linea con la sua struttura originale del 1933, ha una base piatta con una piccola antenna e Kong ci si mette sopra, mentre nel gioco ha un'antenna che ricorda più la punta del Chrysler Building, e Kong ci si appende con una mano usando l'altra rimasta libera per abbattere gli aerei in arrivo.
• Nel gioco, per motivi di sceneggiatura o per dare spazio a idee rimaste fuori dal film, vi sono alcune creature inedite, come le varie Terapusmordax regine che rapiscono Carl ed Ann, i tritoni giganti che nuotano nelle paludi, i granchi giganti che vivono nelle zone d'acqua o le scolopendre giganti che si ritrovano spesso nel corso dell'avventura.

## Riconoscimenti
Il gioco ha ricevuto dei riconoscimenti dalla rete televisiva Spike, quali miglior videogioco tratto da un film, miglior gioco d'azione e miglior attore protagonista per Jack Black.

## Altre versioni

### Versione per Game Boy Advance
La versione per Game Boy Advance è stata intitolata King Kong: The Official Game of the Movie (Kong: The 8th Wonder of the World negli Stati Uniti). I principali nemici sono dinosauri e granchi giganti, e oltre a Jack e King Kong, è possibile utilizzare anche Ann e Carl, ognuno con abilità differenti, ricordando il genere dei primi giochi di The Legend of Zelda.

### Versione per i cellulari
È stata distribuita una versione per i telefoni cellulari e gli smartphone BlackBerry intitolata King Kong: The Official Mobile Game of the Movie. Come per le versioni console, si utilizza Jack e King Kong, ma con la particolarità di poter usare, con Jack, delle cerbottane e scontrarsi con gli indigeni.

## Accoglienza
La rivista Play Generation classificò King Kong come il secondo personaggio con il bicipite più pompato e il secondo protagonista più gigantesco dei videogiochi usciti su PlayStation 2; in generale il videogioco fu accolto in maniera entusiasta da critica e pubblico soprattutto nella versione per console, e nel tempo si è guadagnato un ulteriore status di culto tra i fan come esempio ben riuscito di opera videoludica tratta da una pellicola famosa.